# كالابازا

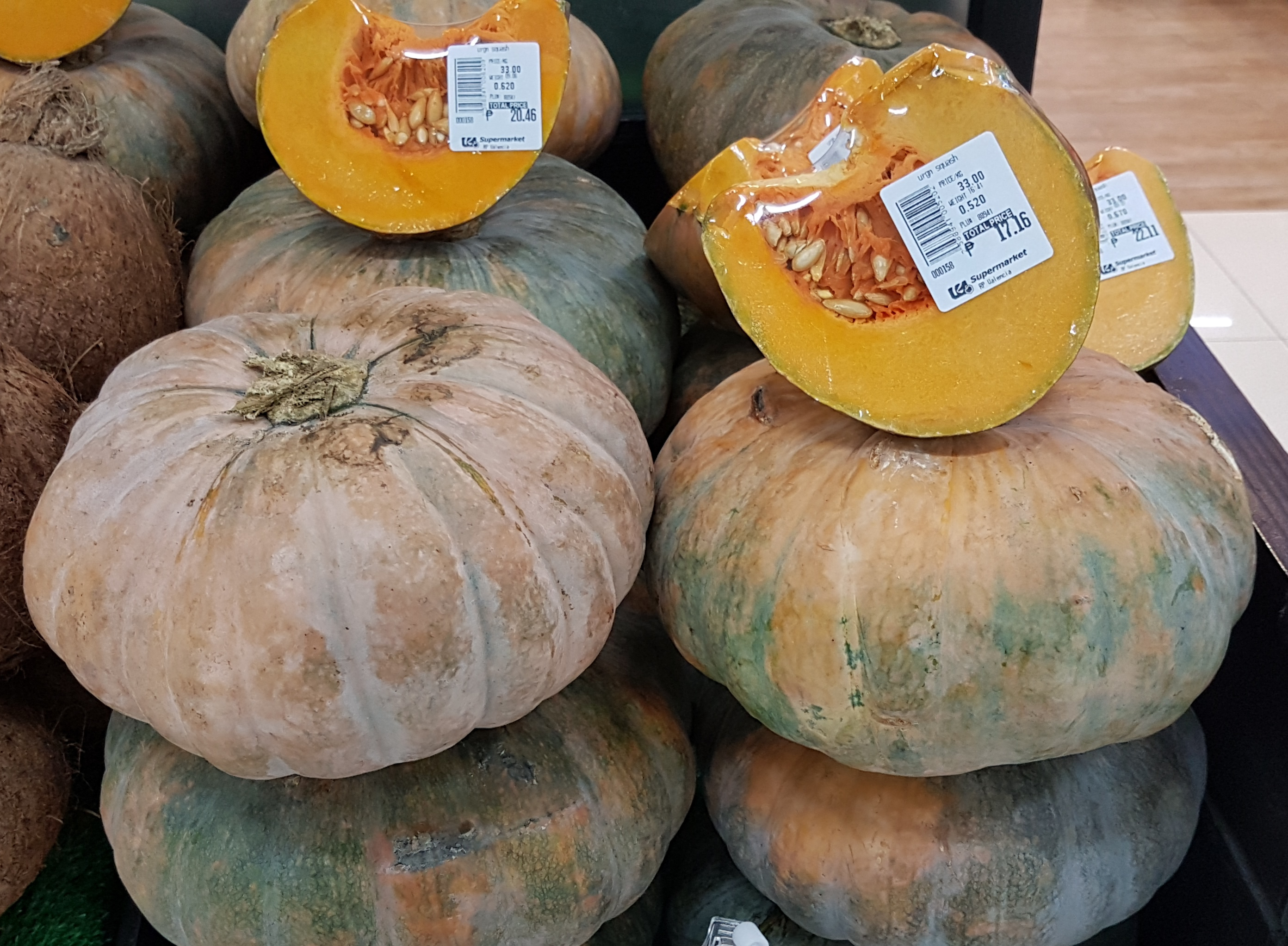
فواكه كالابازا للبيع في سوبر ماركت في الفلبين

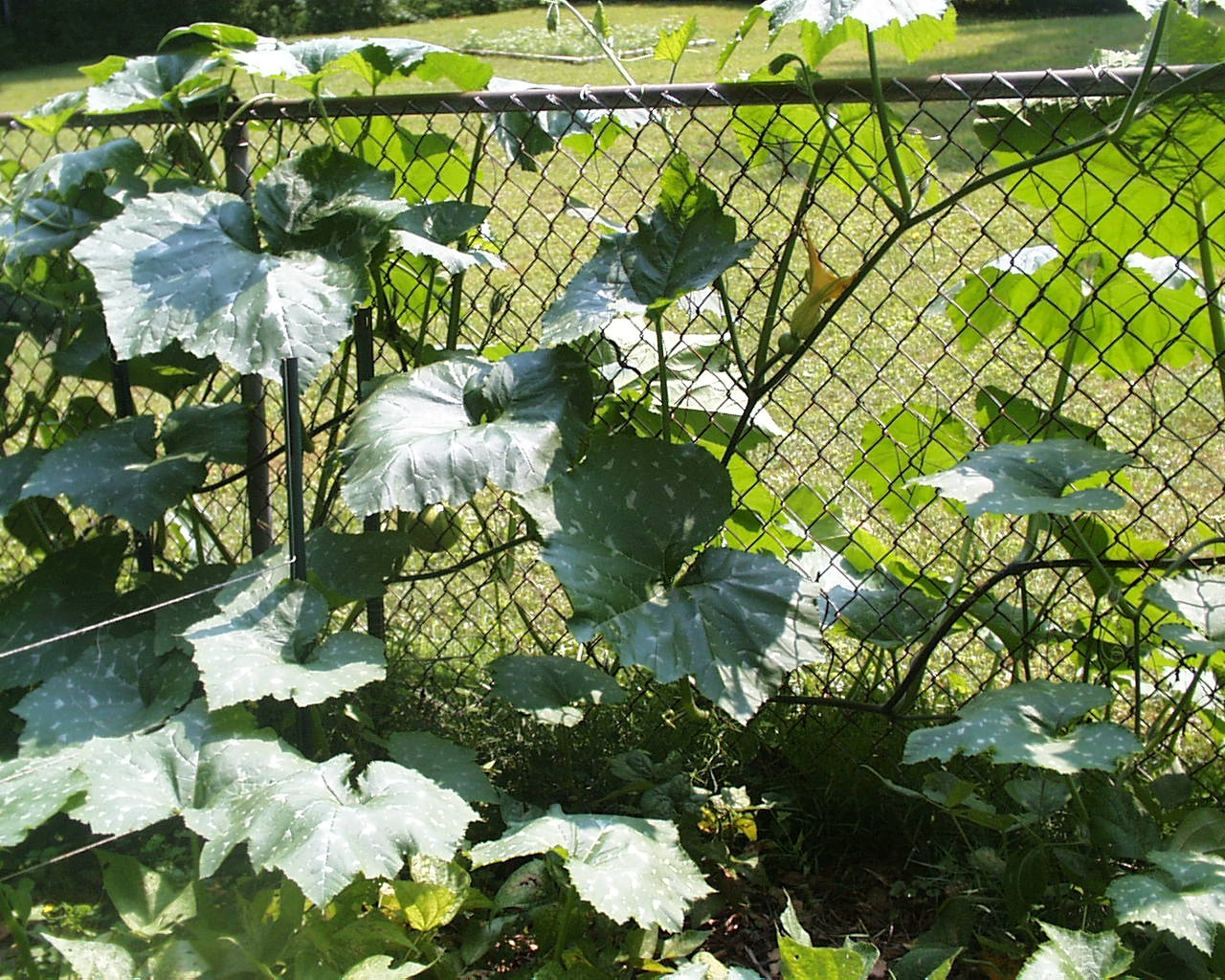
نبتة الكالابازا

كالابازا وتُعرف أيضًا باسم كالاباسا أو القرع الهندي الغربي هي قرع شتوي يُزرع عادةً في جزر الهند الغربية وأمريكا الاستوائية والفلبين. تُعد كلمة كالابازا هي الاسم الشائع لهذه الأكلة في كل من كوبا وفلوريدا وبورتوريكو والفلبين؛ بينما تُعرف باسمِ أُوَيَامَا في جمهورية الدومينيكان باسمِ أَيُوتِي في أمريكا الوسطى وزَابَالُو في أمريكا الجنوبية أو القرع هكذا أو كالاباش (هي نفسها كلمة كالابازا مع تحريفٍ في النطق) في الجزر الناطقة بالإنجليزية.

## أصل الكلمة
كلمة «كالابازا» هي كلمةٌ مشتقةٌ من المصطلح الفارسي
«خربوز» الذي يعني البطيخ؛ أمَّا في الفرنسية فيُشار لها عبر كلمة «calebasse» التي تعني حرفيًا «كالاباس» وهي في الإنجليزية إذن «calabash» التي تُترجم حرفيًا إلى «كالاباش» كما كانت تُنطق في الإسبانية القديمة.

## الأصناف

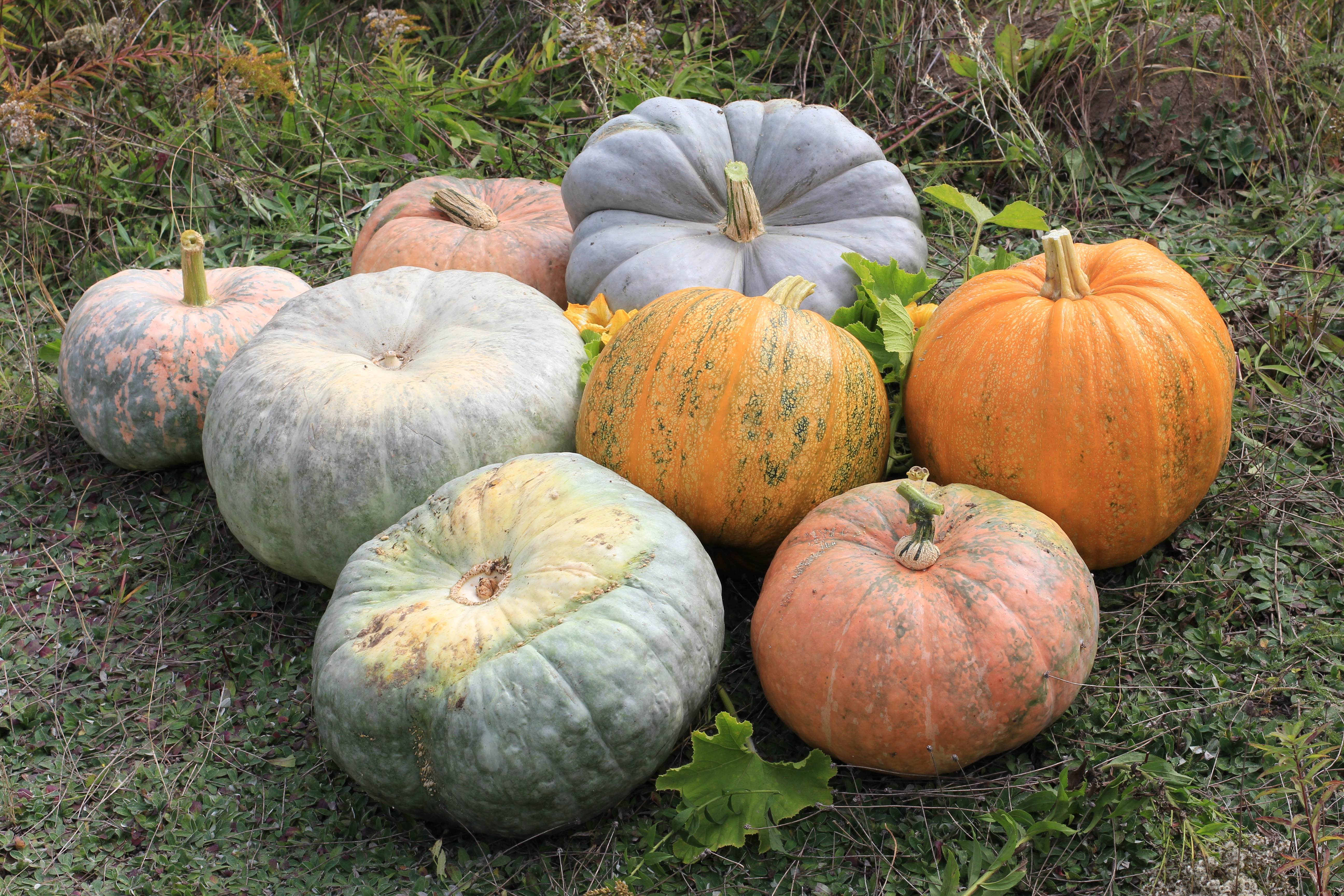
يقطين

قد تُشير الكلمة الإسبانية «كالابازا» في أمريكا الشمالية إلى أي نوعٍ من أنواع جنس القرع. يتراوحُ لون الكالابازا عادةً من الأخضر الداكن إلى الأصفر الفاتح؛ كما يُمكن أن يتغيَّر لون اللحم أيضًا ولكن الأكثر شيوعًا هو اللون البرتقالي أو الأصفر الفاتح. تختلفُ الأصناف إلى حدٍ ما في المذاق والملمس؛ لكنها عمومًا حلوة وناعمة بشكلٍ كبيرٍ.

## الوصف

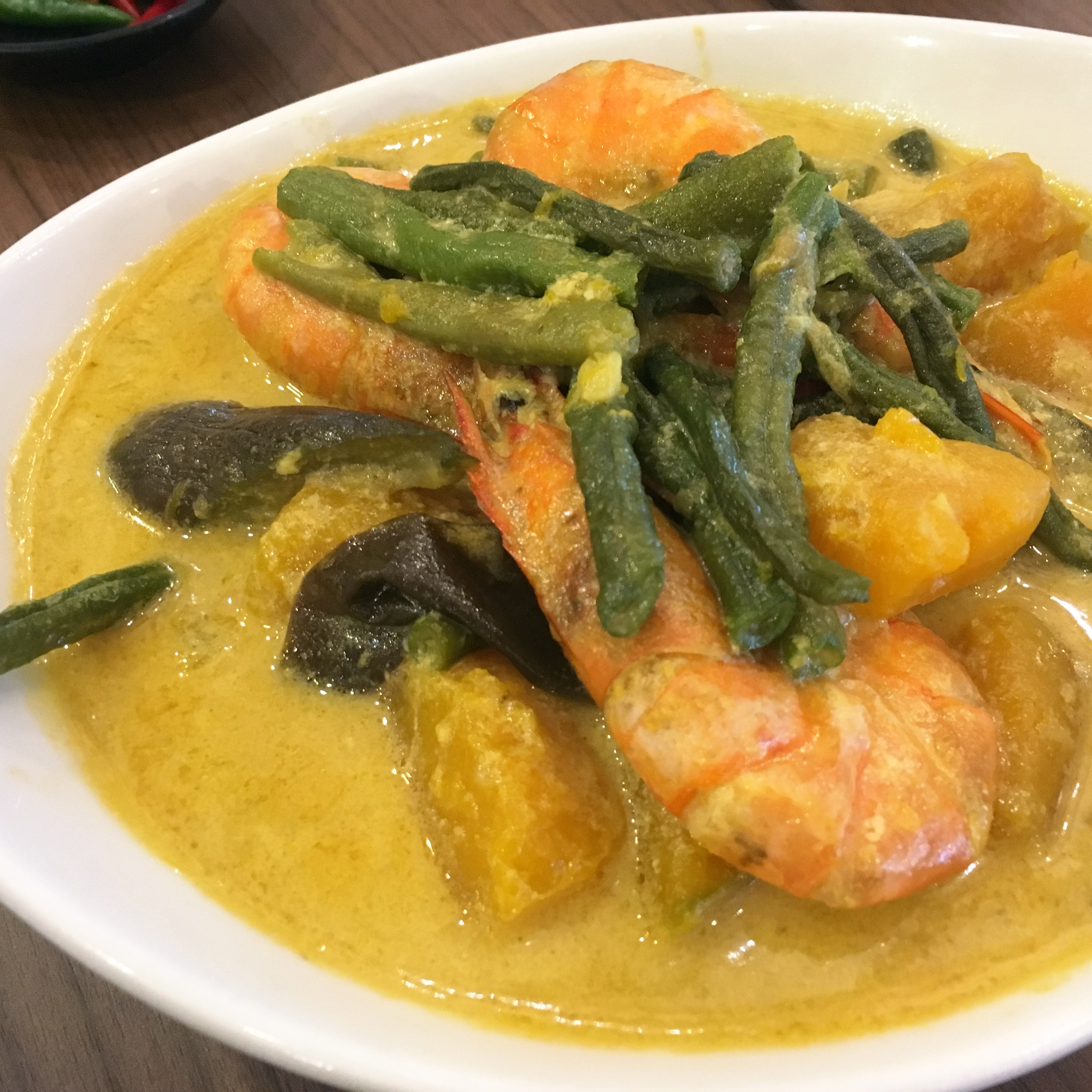
طبق فلبيني من نوع الكالابازا مع الفول المعوَّمِ في حليب جوز الهند

إنَّ نباتات كالابازا أحادية اللون؛ ويتمُّ تلقيحها عبر الحشرات والنحل بحيثُ تُنتج 2 إلى 15 فاكهةً في المتوسط مع أن أنواع الكالابازا في الأدغال تُوفِّر غلَّةً أكبر. قد تزنُ الثمرة ما بين 5 إلى 50 رطلاً؛ كما يختلف شكل الثمرة من البيضاوي، الكروي، الكمثرى المفلطح وحتّى الإهليلجي. تميلُ «الأنواع المحسّنة» إلى أن تكون كرويةً أو مفلطحةً أو مسطحةً ويختلفُ لون القشرة إلى الأخضر الداكن عندما تنضجُ والبرتقالي الفاتح حينما تكون مُستعدةً للتناول. عادةً ما يكونُ اللحم الداخلي ملونٌ باللونِ الأخضر والأصفر إلى اللون البرتقالي ويبلغُ سمكه حوالي 1-3 بوصات.

## الاستخدامات
تُؤكل الكالابازا عبر العديد من الطرق المختلفة؛ كما هو الحال مع أكلِ الكعك والحلوى بصفة عامّة؛ حيثُ يُمكن استخدامها – أي الكالابازا – كبديلٍ لبعضِ أصناف القرع الذي يُعرف أيضًا باسمِ اليقطين. إن طُعمَ كالابازا حلوٌ نوعًا ما وهي ناعمةٌ في المجمل عدى عن كونها مصدرًا جيدًا للبيتا كاروتين بل يُمكن تحويل بعضها إلى فيتامين ألف.
تحت تأثير الاستعمار الإسباني؛ ظهرت الكثير من أصناف القرع في الفلبين وهي خضروات أساسية تُستخدم في مجموعة متنوعة من الأطباق بما في ذلك طبق كالابازا نفسه الذي قد يُشار إليه أحيانًا باسمِ القرع دون التمييز بينه وبين باقي الأصناف.
تُستخدم «فلور دي كالابازا» – وهي زهرة نبتة الكالابازا – كعنصرٍ في كويساديلاس، إمبانادا وغيرهما من الأطباق في المطبخ المكسيكي وكذا الأطباق المكسيكية الجديدة كما تُستعمل تلك الزهرة كعنصرٍ في بوبوسا في المطبخ السلفادوري ونفس الأمر تقريبًا بالنسبة للمطبخ الفلبيني مع اختلاف أسماء الزهور.